# Happiness Is a Warm Gun
"Happiness Is a Warm Gun" là ca khúc của ban nhạc The Beatles, nằm trong album cùng tên The Beatles phát hành năm 1968. Dù được ghi chung cho Lennon-McCartney, đây là một sáng tác cá nhân của John Lennon.

## Thành phần tham gia sản xuất
- John Lennon – hát, ghi đè, hát nền, guitar.
- Paul McCartney – bass, hát nền.
- George Harrison – fuzzed lead guitar, hát nền.
- Ringo Starr – trống, sắc-xô.

Cho dù không được chính thức ghi chép, song nhà sản xuất Chris Thomas từng kể lại rằng ông chơi keyboard trong ca khúc này.